# Acrida ungarica
Acrida ungarica, coneguda en català com a llagosta bisbe, llangot nassut o llagostí nassut, és un ortòpter de la família dels acrídids.
Mesura entre 30 i 75 mm de llarg, i destaca pel seu cap cònic i tenir el vèrtex molt allargat. Les femelles, més grans, poden arribar als 75 mm de longitud, mentre que els mascles no superen els 50 mm. El color varia, i tot i habitualment ser verdes, també poden ser de color marró clar o grisós. Els ulls estan situats a la part superior del cap, mentre que la boca s'obre molt més avall, gairebé entre el primer parell de potes.
És una espècie de distribució europea, que abasta des del sud de la península Ibèrica fins a Grècia, arribant al nord fins a Ucraïna. A Catalunya habita principalment a les planes de l'Empordà, a la Depressió Central i a la serralada litoral, on es troba d'arran de mar fins als 300 metres d'altitud, incloent espais humits, jonqueres i herbassars de ribera. Es camufla molt bé entre les gramínies.
Aquesta espècie és activa principalment entre agost i novembre. El seu estat de conservació global és "preocupació menor" si bé també es considera "poc abundant" a Catalunya. No presenta cap tipus de figura de protecció a nivell català i generalment no està protegida internacionalment, si bé es considera extinta a una part d'Hongria i d'Àustria, i ha sigut reintroduïda al sud de la República Txeca.
Acrida ungarica és molt semblant morfològicament a Truxalis nasuta, la llagosta sarbatana, una altra espècie present a Catalunya, però més pròpia de zones interiors i amb màxima abundància durant el juny. Només es poden diferenciar per les ales voladores i per les carenes del pronot, que són més paral·leles en la llagosta sarbatana.